# Mazda 3
La Mazda 3, ou Mazda Axela (nom utilisé au Japon pour les trois premières générations), est un modèle de berline compacte du constructeur automobile japonais Mazda.
Elle succède à la Mazda 323 à partir de 2004 et a été produite à plus de cinq millions d'exemplaires sur trois générations, dont environ 700 000 commercialisées en Europe, ce qui en fait le modèle le plus vendu du constructeur. La quatrième génération est présentée en 2019.

## Première génération (BK) (2004 - 2014)
La Mazda 3 est conçue sur la plate-forme Ford C1 de la Ford C-Max et de la Volvo S40. Elle est assemblée à Hōfu au Japon. Le modèle est commercialisé à l’automne 2003.
Elle est préfigurée par le concept car MX Sportif présenté au Salon international de l'automobile de Genève 2003. La version définitive de la 3 en version 5 portes (hatchback) est ensuite dévoilée au salon de Francfort de septembre 2003. La version 4 portes (sedan) apparaît début 2004.

### Motorisations
Comme la Mazda 2, elle est uniquement motorisée avec des moteurs quatre cylindres. À sa commercialisation à l'automne 2003, seules deux motorisations essence sont disponibles : 1,6 L de 105 ch et 2 L de 150 ch.
Au début 2004, avec la deuxième phase de son lancement, s'ajoutent à la gamme le moteur essence de base 1,4 L de 84 ch, ainsi que le diesel 1,6 L de 109 ch conçu par Ford et PSA. Celui-ci est rejoint plus tard dans l'année par le 1,6 L de 90 ch.
Mi-2006, elle est très légèrement restylée et une seconde motorisation diesel est proposée, il s’agit du 1,6 L dont la puissance est ramenée à 90 ch. En novembre de la même année, une nouvelle version est commercialisée : la MPS (Mazda Performance Series) équipée du 2,3 L turbo de 260 ch de la Mazda 6 MPS. Un cinquième des Mazda 3 MPS se sont vendues en Europe.
Courant 2007, un 2,0 L diesel de 143 ch vient renforcer la gamme. Dès 2008, un 2,2 L diesel de 185 ch est proposé.
- 1.4 MZR 84 ch
- 1.6 MZR 105 ch
- 2.0 MZR 150 ch
- 1.6 MZ-CD 90 ch
- 1.6 MZ-CD 110 ch
- 2.0 MZR-CD 143 ch
- 2.2 MZR-CD 185 ch

| Logo de Mazda      | Logo de Mazda | Essence | Essence       | Essence | Essence | Diesel       | Diesel        | Diesel     |
| Logo de Mazda      | Logo de Mazda | 1.4     | 1.6           | 2.0     | MPS     | 1.6 MZ-CD 90 | 1.6 MZ-CD 110 | 2.0 MZR-CD |
| ------------------ | ------------- | ------- | ------------- | ------- | ------- | ------------ | ------------- | ---------- |
| Type               | Type          | L4      | L4            | L4      | L4      | L4           | L4            | L4         |
| Cylindrée          | cm3           | 1 349   | 1 598         | 1 999   | 2 261   | 1 560        | 1 560         | 1 998      |
| Puissance fiscale  | CV            | 6       | 6 / 7         | 9       | 17      | 6            | 6             | 8          |
| Puissance maximale | ch            | 84      | 105           | 150     | 260     | 90           | 109           | 143        |
| Couple             | N m           | 124     | 148           | 191     | 380     | 219          | 245           | 367        |
| Poids              | kg            | 1 190   | 1 190 / 1 215 | 1 260   | 1 410   | 1 270        | 1 275         | 1 410      |
| Consommation mixte | L/100 km      | 6,7     | 6,9 / 7,8     | 7,9     | 9,7     | 4,7          | 4,8           | 6,0        |
| Vitesse maximale   | km/h          | 169     | 182 / 174     | 202     | 250     | 174          | 182           | 203        |
| 0–100 km/h         | s             | 14,5    | 11,2 / 12,6   | 9,1     | 6,1     | 12,2         | 11,6          | 9,9        |

### Gamme
La Mazda 3 est disponible en quatre niveaux de finition :
- Harmonie : l’équipement de série comprend des coussins gonflables de sécurité (« airbags ») frontaux et latéraux, un système de répartition électronique de freinage, l’ABS, un système de freinage d’urgence, cinq appuis-têtes, des pare-chocs couleur carrosserie, une banquette arrière rabattable 2/3-1/3, des porte-gobelets, la direction assistée, un autoradio RDS, le verrouillage électrique, des vitres avant électriques et un système audio 2 haut-parleurs, la climatisation manuelle, etc.

Moteurs disponibles : 1.4 essence 84 ch et 1.6 diesel 90 ch.
- Élégance, qui a en plus : des « airbags » rideaux, des antibrouillards à l’avant, des barres de protection latérales couleur carrosserie, des jantes en alliage 16 pouces, une climatisation automatique, un ordinateur de bord, les commandes radio au volant, des vitres arrière électrique, un volant et un pommeau de vitesse gainés de cuir ainsi que 4 haut-parleurs.

Moteurs disponibles : 1.6 essence 105 ch et 1.6 et 2.0 diesel de 90, 110 et 143 ch.
- Performance, qui a en plus : l'ESP, une carte mains-libres au lieu des clés de contact, des jantes alliages de 17 pouces, des détecteurs de pluie et de luminosité et un système audio 6 haut-parleurs.

Moteurs disponibles : 2.0 essence 150 ch, 1.6 et 2.0 diesel de 110 et 143 ch.
- Performance Pack, qui a en plus : sellerie cuir, système Hi-Fi Bose à 6 haut-parleurs et un caisson de basses.

Moteurs disponibles : 2.0 essence et diesel de 150 et 143 ch.
La version sport MPS a droit à une finition spécifique basée sur la Performance Pack avec une présentation intérieure et extérieure bien plus sportive, une sellerie semi-cuir spécifique et des jantes alliage passant à 18 pouces.

### Version 4 portes
Brièvement commercialisée en France, de 2003 à 2005, la version 4 portes existait avec le 2 litres essence de 150 ch et le 1,6 litre MZR-CD de 110 ch. Elle était uniquement disponible en finition haut-de-gamme. Elle était plus longue de 7 cm et son coffre avait une capacité variant de 413 à 645 dm3.

### La Mazda 3 dans le monde
La Mazda 3 est aussi vendue sous le nom Axela ou Mazda 3 avec des motorisations différentes au Canada, au Japon, aux Philippines et en Australie.
En Amérique du Nord, elle est équipée d'un moteur 2 litres de 140 ch en version Sedan, avec un 2,3 litres de 160 ch en option. Le modèle Sport quant à lui, est équipé du 2,3 litres seulement. Il existe une version speed de la Mazda 3 : la Mazdaspeed 3. Elle est offerte avec un 2,3 litres turbocompressé développant 263 ch, le même moteur que dans la Mazdaspeed 6.

Mazda 3 (première génération)
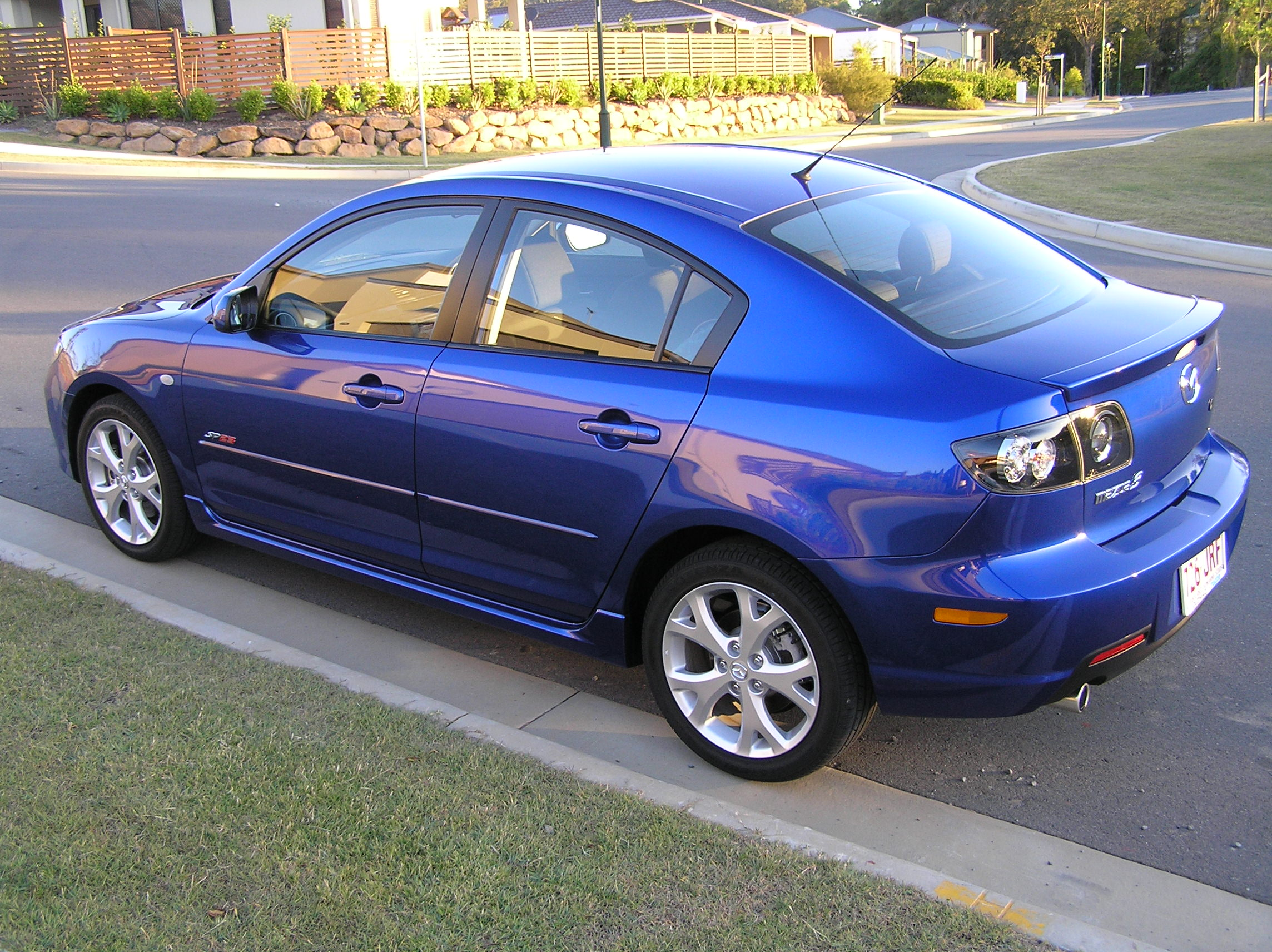
Mazda 3 4 portes
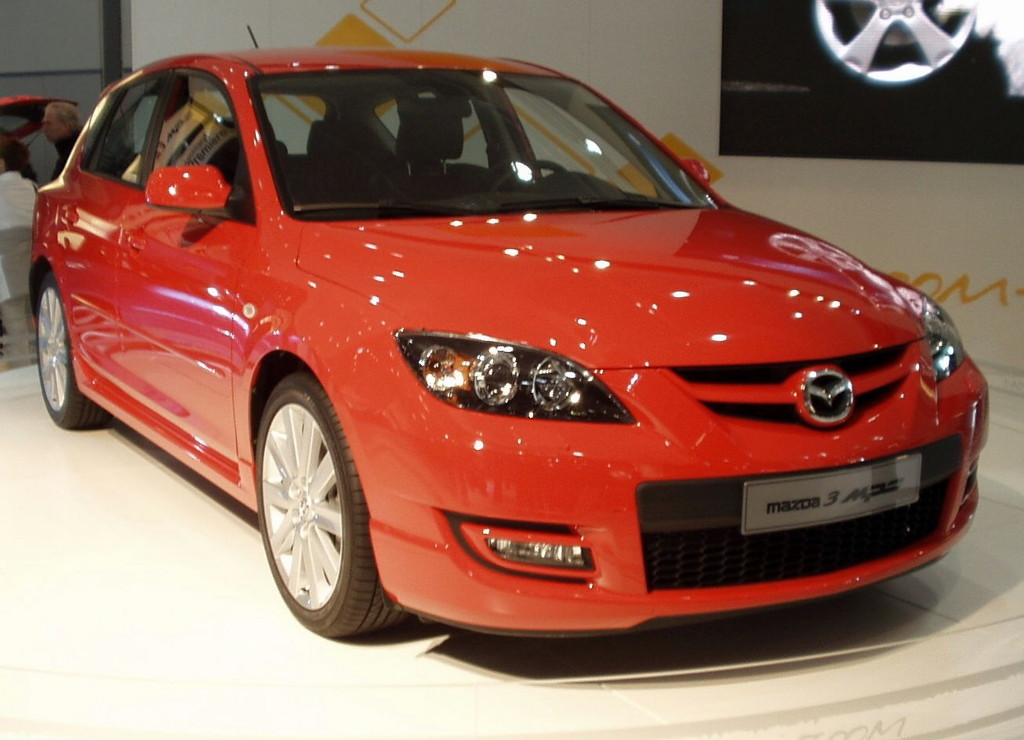
Mazda 3 MPS
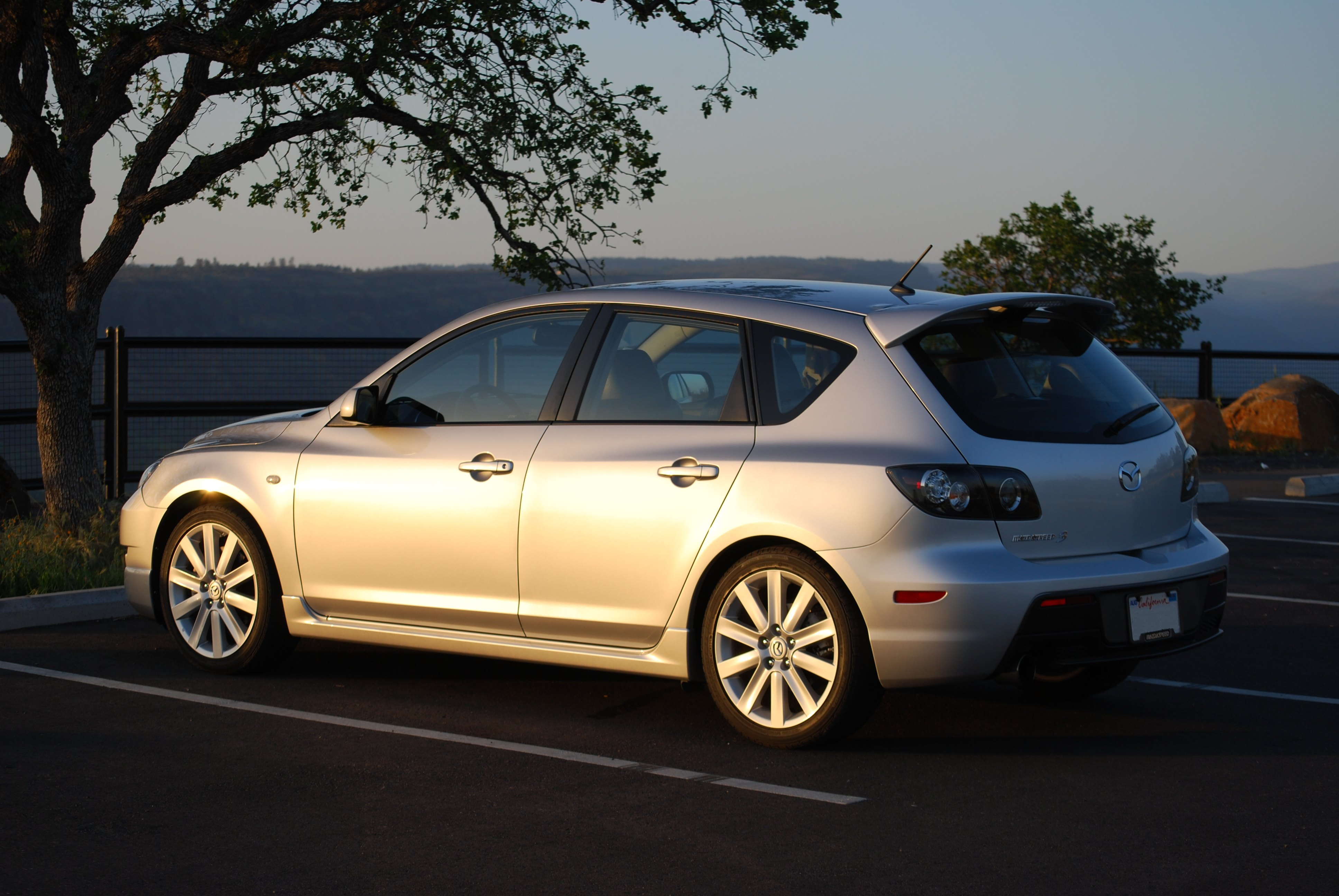
Mazdaspeed 3 (MPS version US)

## Deuxième génération (BL) (2008 - 2013)
La deuxième génération de la Mazda 3 est présentée au Salon de l'automobile de Los Angeles fin novembre 2008 en carrosserie tricorps. La production débute le même mois. Elle est commercialisée début 2009 aux États-Unis. La carrosserie à 5 portes est présentée au cours de l'année 2009 et est commercialisée en Amérique du Nord et en Europe en mai 2009. Le moteur diesel 1,6 L MZ-CD est de provenance Ford / PSA, tandis que le 2,2 L MZR-CD provient de la Mazda 6.

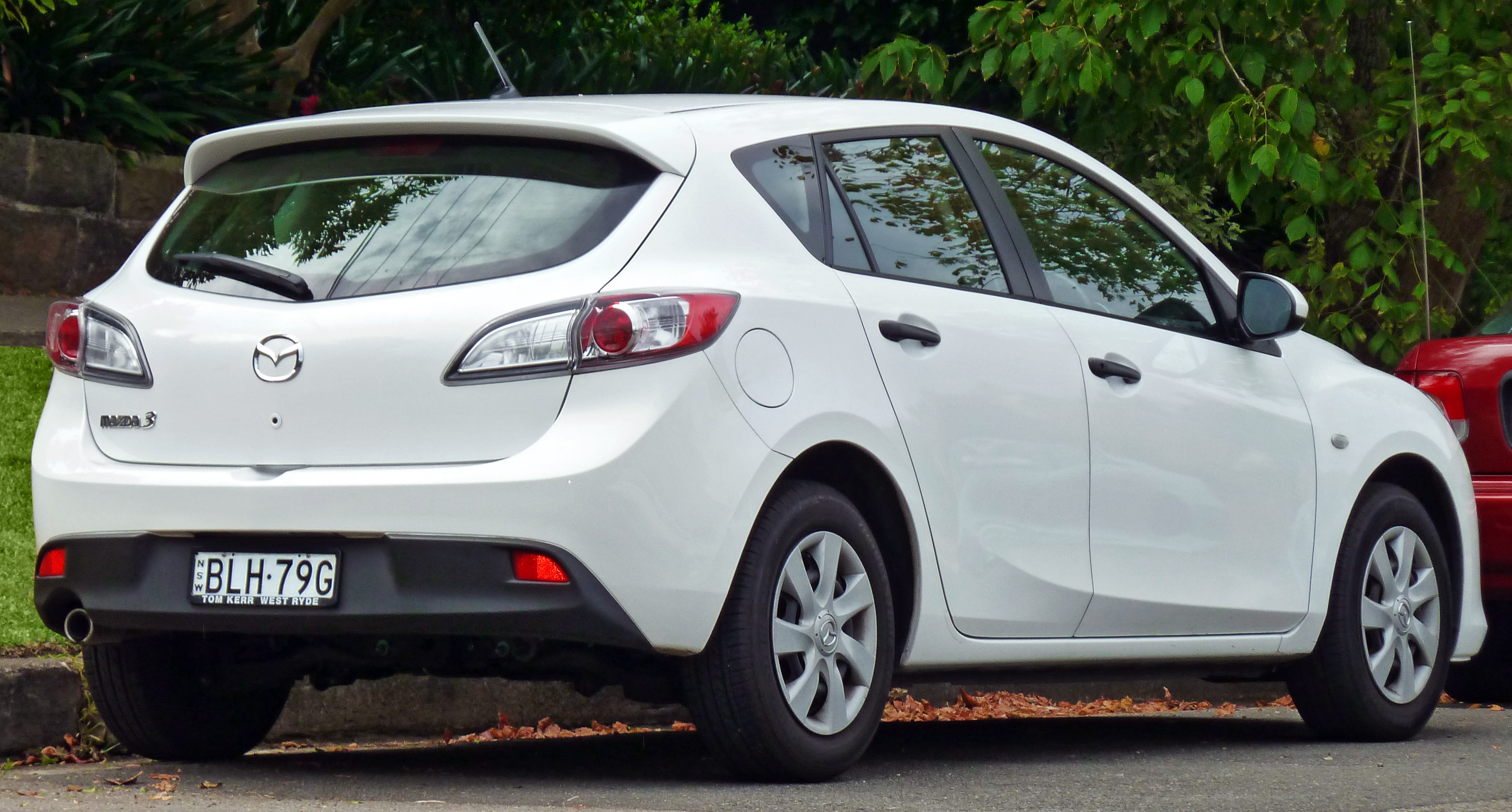
Mazda 3 5 portes phase 1
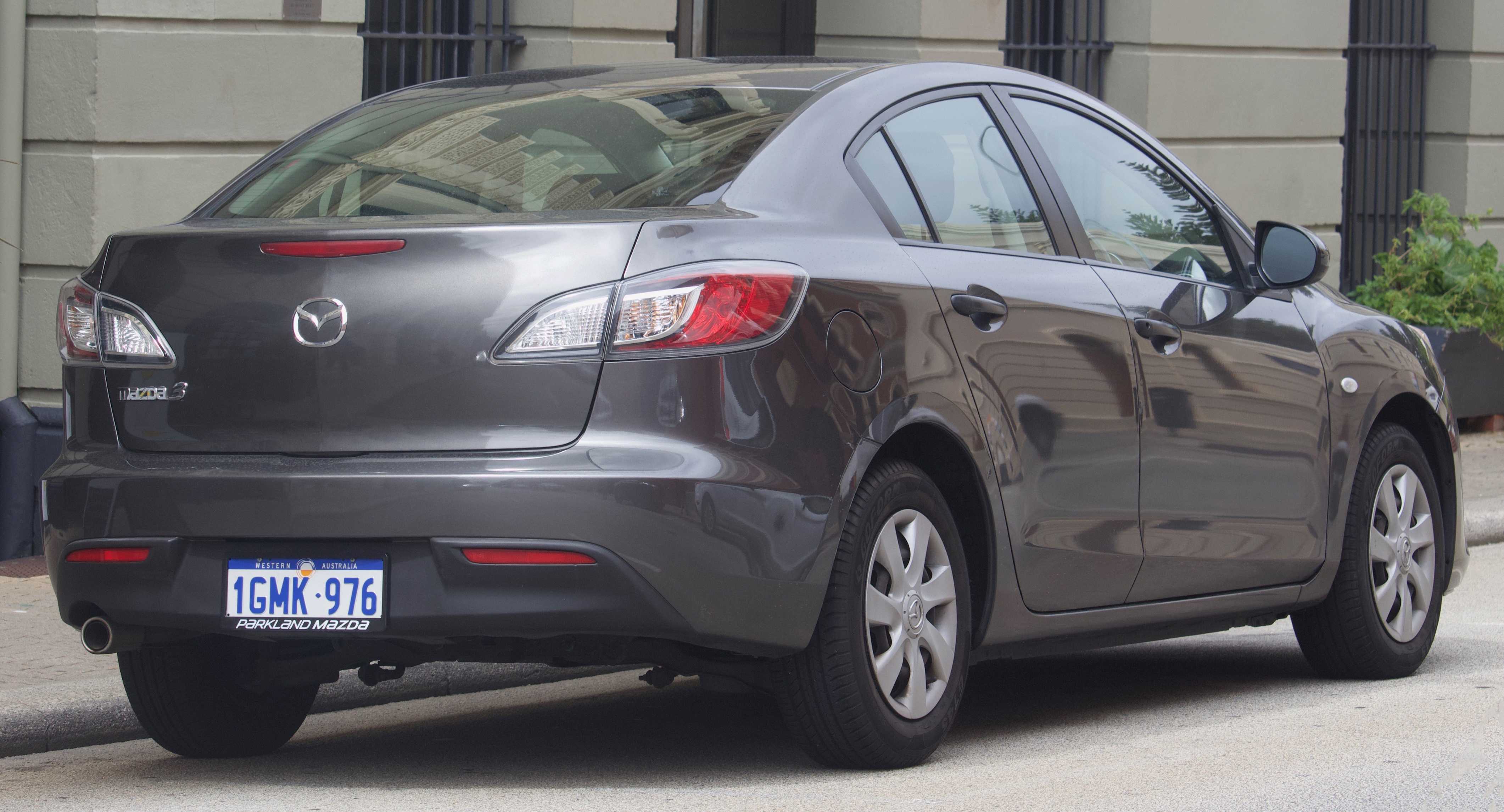
Mazda 3 4 portes phase 1
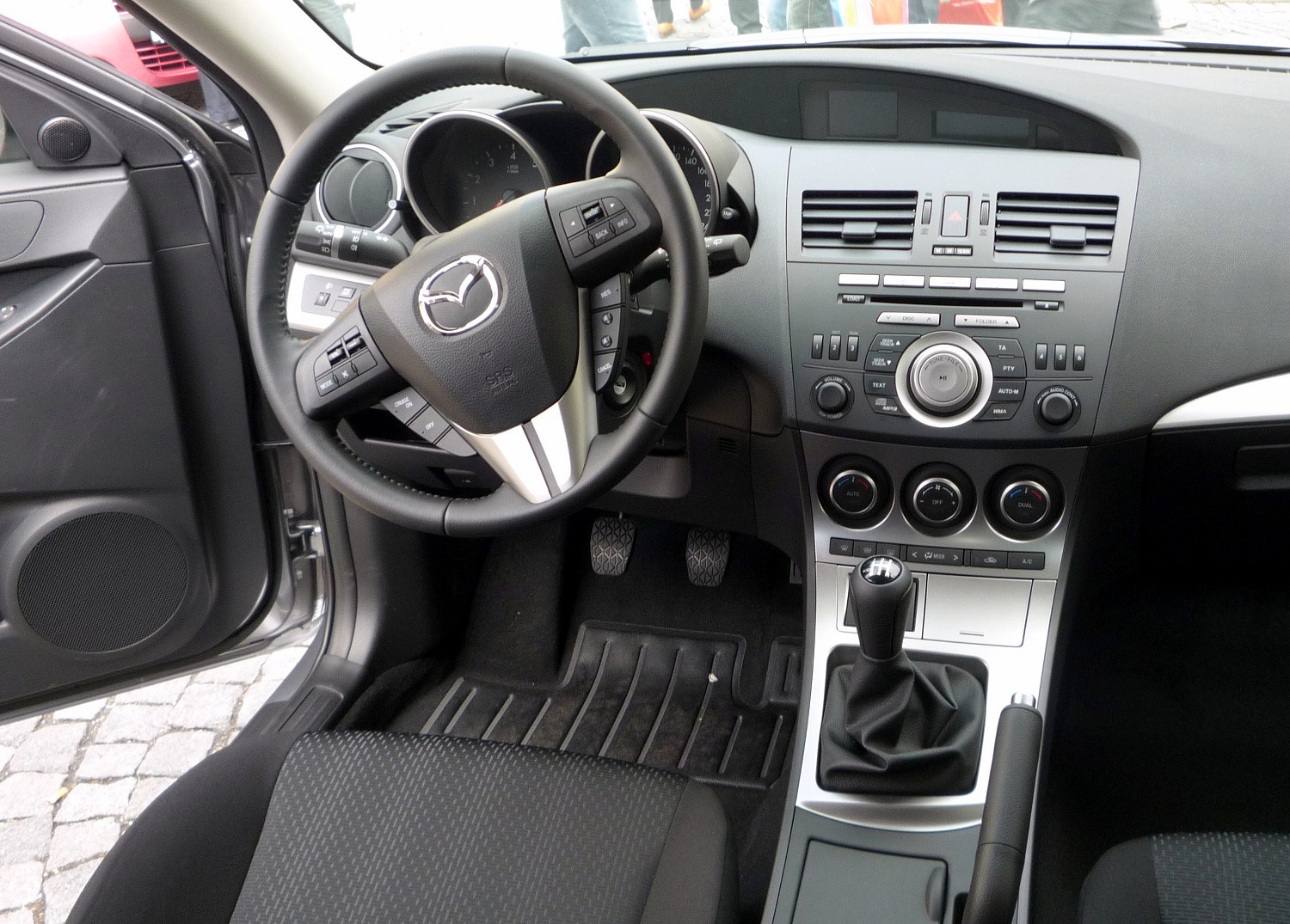
Intérieur (phase 1)

La version MPS est reconduite avec pratiquement la même motorisation et un design extérieur plus sportif, arborant notamment une entrée d'air sur le capot, des boucliers proéminents et un aileron.

La version restylée apparaît début 2011. À cette occasion, le moteur diesel 1,6 L MZ-CD passe de 109 à 115 ch et perd 4 kg grâce à de multiples optimisations. Le turbo ainsi que la boîte de vitesses sont également nouveaux, cette dernière gagnant un rapport.

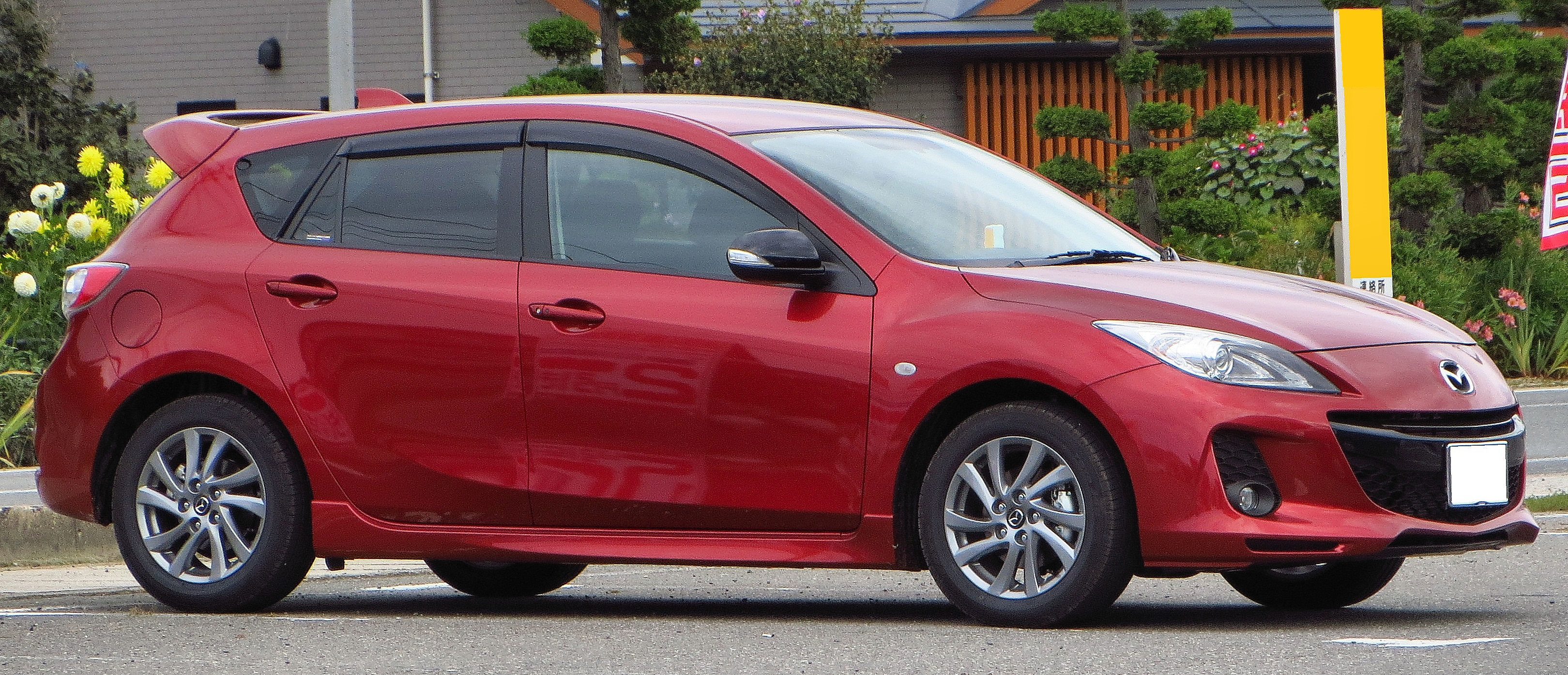
Mazda 3 5 portes phase 2
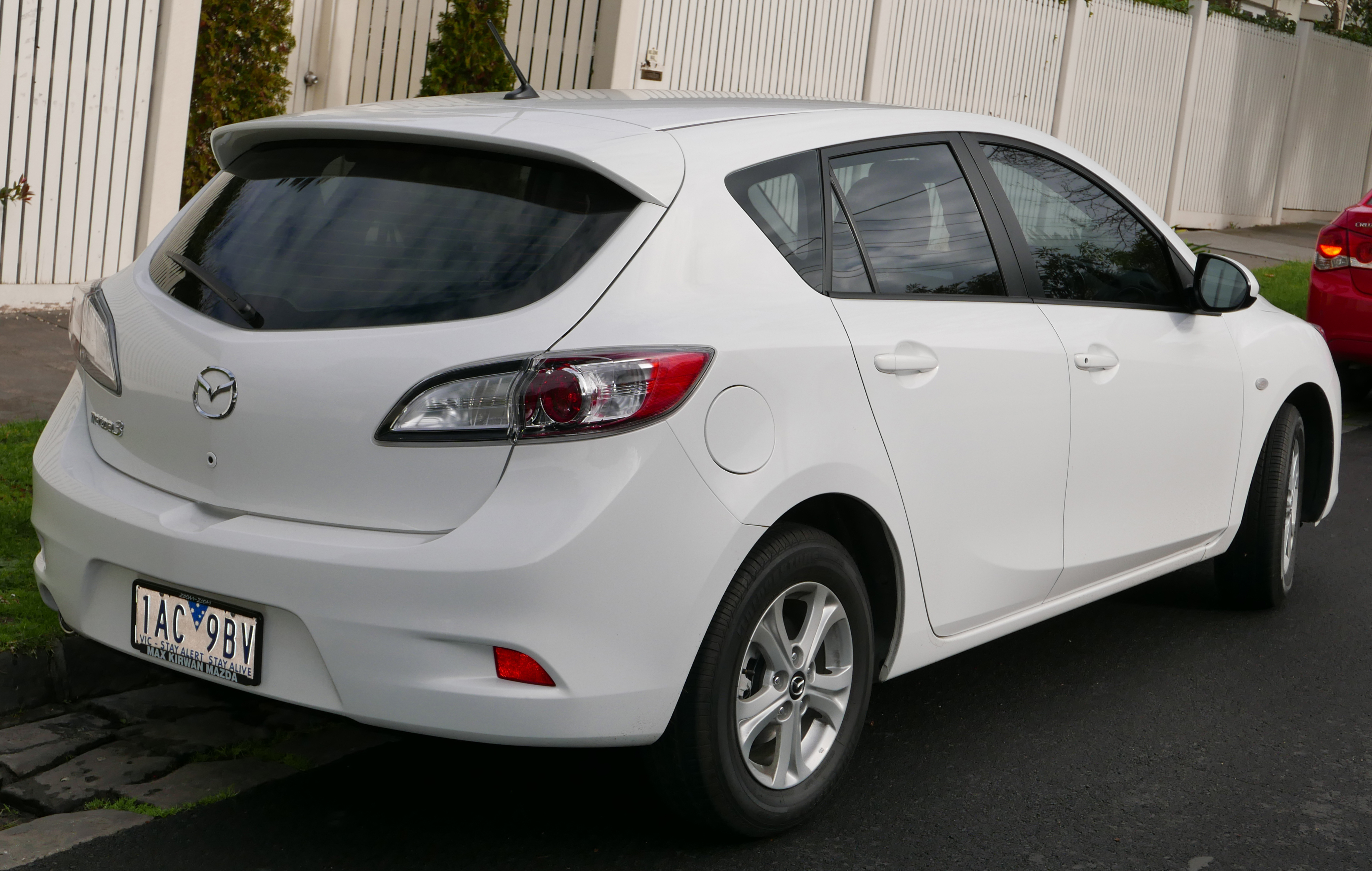
Mazda 3 5 portes phase 2
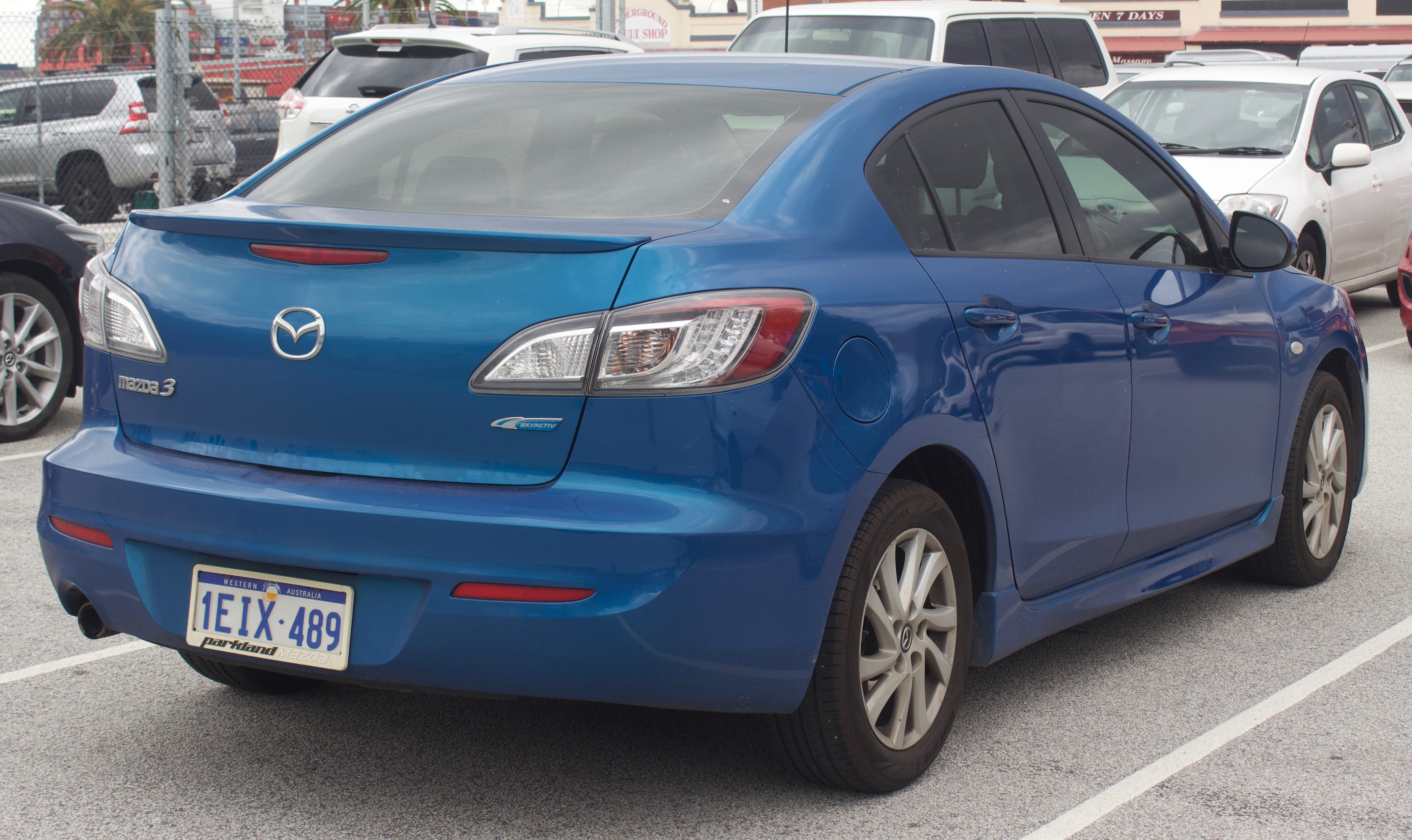
Mazda 3 4 portes phase 2
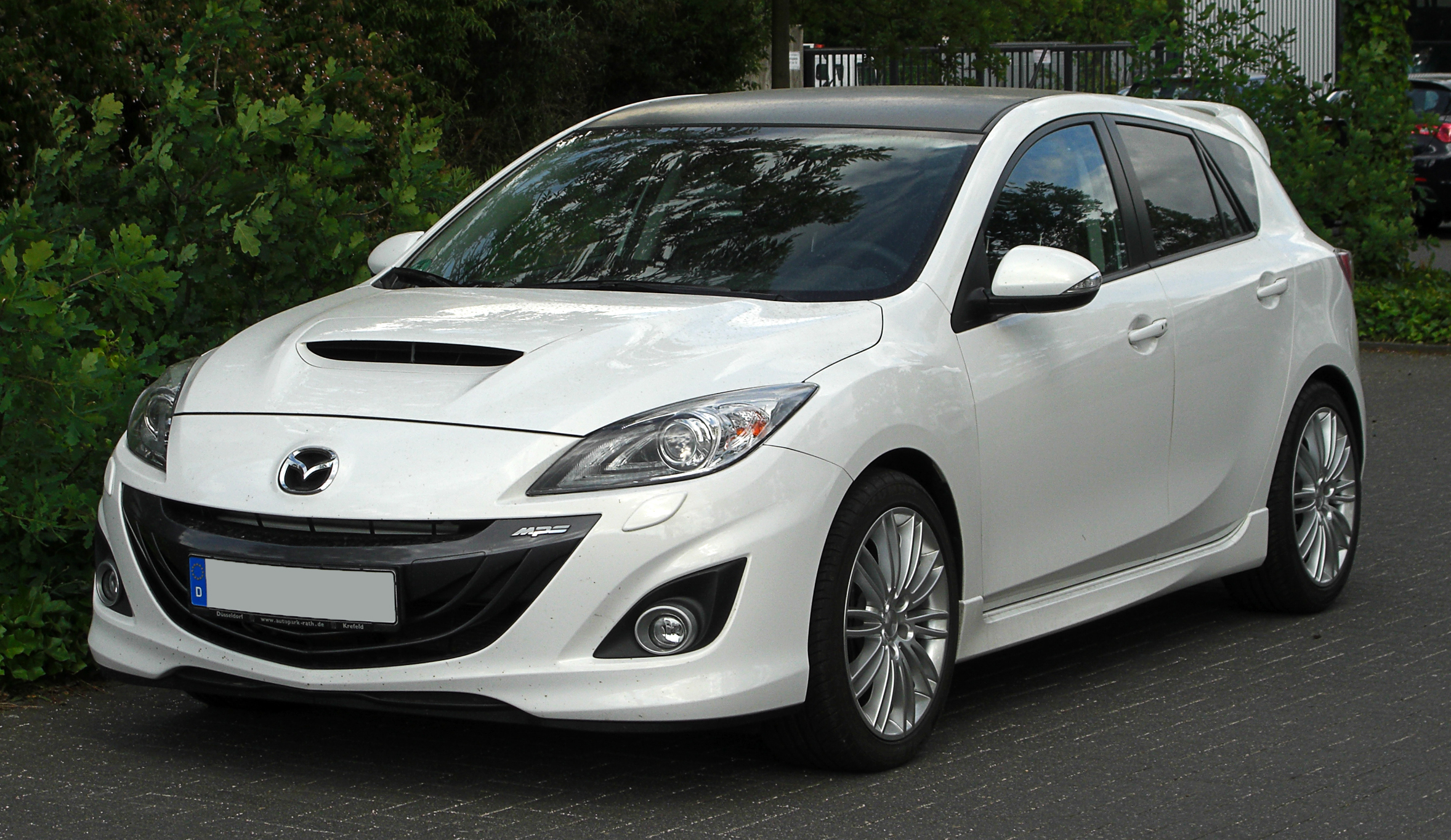
Mazda 3 5 portes MPS

### Motorisations
- Essence :
  - 1,6 L MZR 105 ch
  - 2,0 L MZR 150 ch
  - 2,3 L turbo 260 ch (Mazda 3 MPS)
- Diesel :
  - 1,6 L MZ-CD 109 ch puis 115 ch (2011-2013)
  - 2,2 L MZR-CD 185 ch

## Troisième génération (BM, BN) (2014 - 2018)

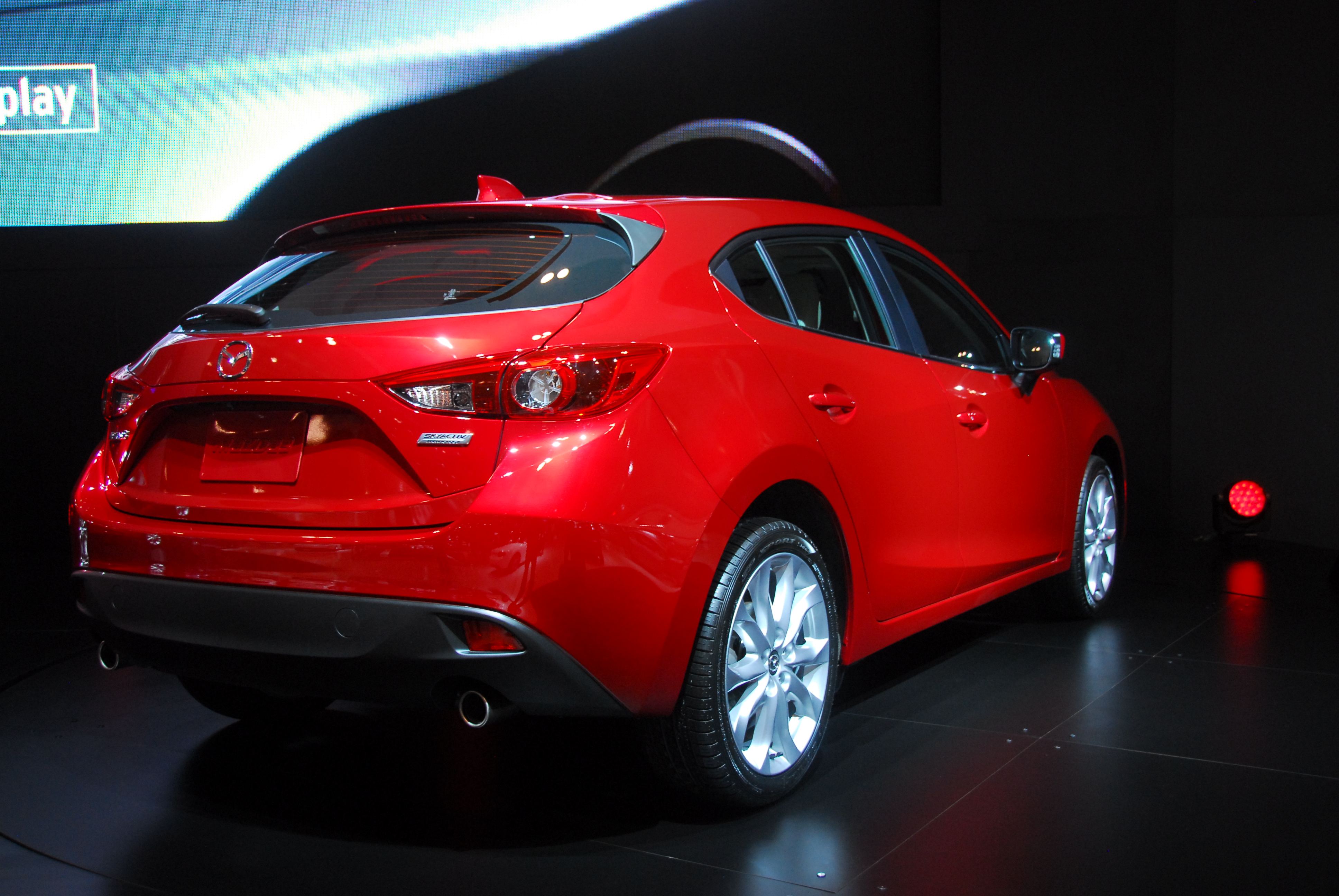
L'arrière de la Mazda 3 de troisième génération.

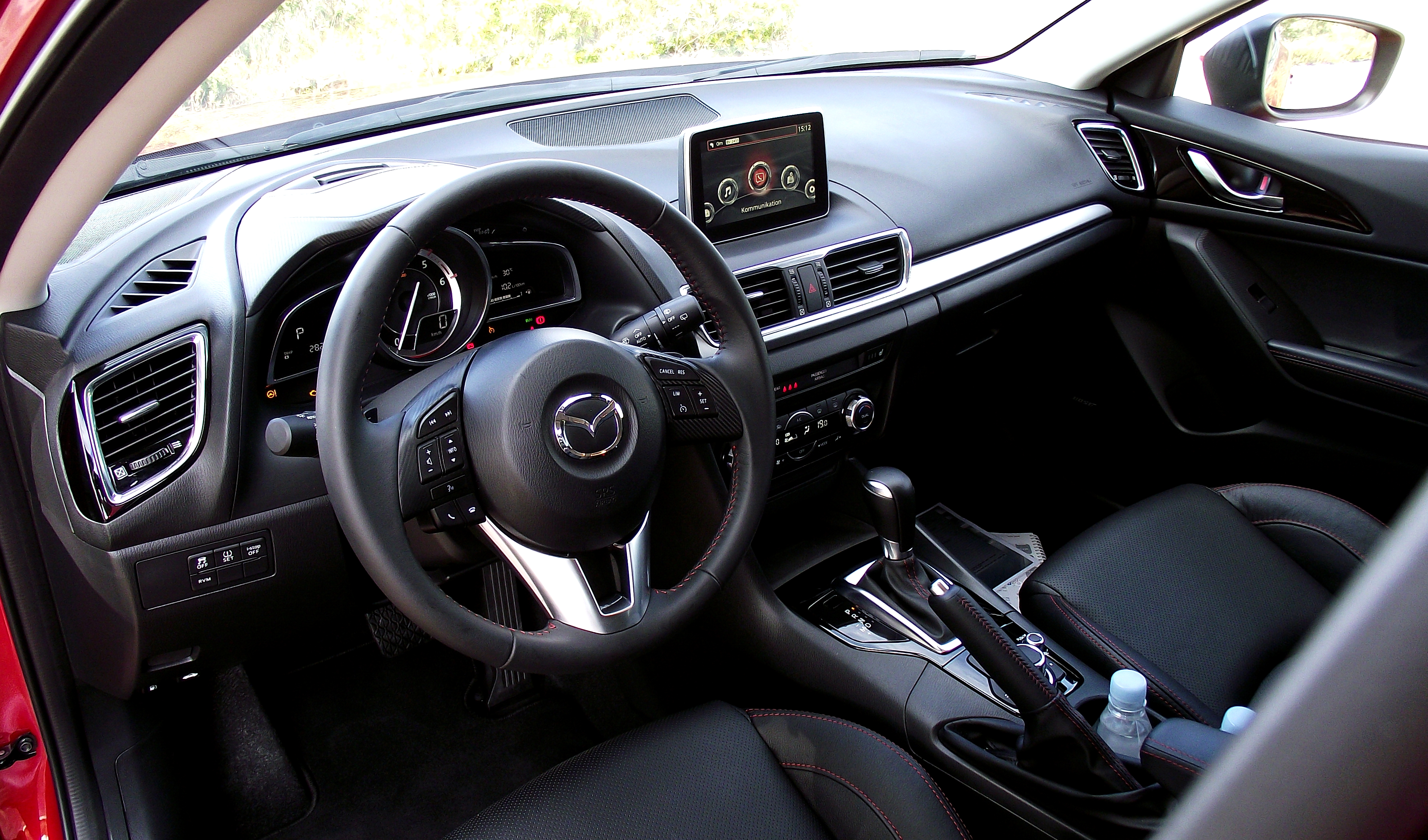
Le poste de conduite de la version 2013 en boîte automatique.

La troisième génération de la Mazda 3, dévoilée simultanément dans cinq villes différentes (Londres, Istanbul, Saint-Pétersbourg, New York et Melbourne) est une voiture à carrosserie bicorps commercialisée depuis novembre 2013 en France.
La Mazda 3 hérite du langage stylistique « Kodo », définit par les responsables de la marque comme « l'âme du mouvement », et de l'ensemble des technologies Skyactiv. Ces technologies, qui se composent de moteurs, de transmissions, de structures de caisses et de liaisons au sol allégés, ont été intégralement développées par Mazda pour servir de base à des véhicules à haut rendement énergétique. Le système « i-ELOOP », qui fait partie de ces technologies, est un système de récupération de l'énergie à la décélération. Celui-ci stocke l'énergie dans des condensateurs au lieu de la batterie, un moyen plus efficace, selon la marque. Cette énergie est ensuite utilisée par le véhicule pour alimenter les appareils électriques.
À son lancement, le modèle est disponible en motorisations essence 120 et 165 ch, ainsi que diesel 150 ch. Un deuxième moteur diesel plus petit de 1,5 L et 105 ch apparaît dans la gamme en août 2016,.
En 2016, la Mazda 3 est restylée pour le millésime 2017 : les optiques, la calandre, les prises d'air et les boucliers sont redessinés. À l'intérieur, un nouveau volant apparaît, le nouveau système de freinage d'urgence est maintenant constitué d'une caméra permettant de détecter les piétons, et le système d'affichage tête haute affiche plus d'informations qu'auparavant. Au niveau du châssis, le système G-Vectoring Control permet de répartir le couple entre les roues avant afin d'améliorer la tenue de route. À l'occasion de ce restylage, la finition de base « Harmonie » et la motorisation essence de 100 ch disparaissent, les autres restant inchangées.
En même temps que ce restylage est dévoilée une série spéciale appelée « Impulsion », produite à une centaine d'exemplaires pour la France. Celle-ci n'est disponible qu'avec la motorisation 2,0 L essence de 165 ch. Elle est basée sur la finition de base Élégance, à laquelle se rajoutent des jantes de 18 pouces, des feux à LED et d'autres équipements.

### Motorisations
- Essence :
  - 1,5 L SKYACTIV-G 100 ch (jusqu'à 2016)
  - 2,0 L SKYACTIV-G 120 ch
  - 2,0 L SKYACTIV-G 165 ch
- Diesel :
  - 1,5 L SKYACTIV-D 105 ch
  - 2,2 L SKYACTIV-D 150 ch

### Finitions
- Harmonie (jusqu'à 2016)
- Élégance
- Dynamique
- Sélection

#### Séries spéciales
- Graphite
- Trophée Andros (limitée à 100 exemplaires en France en 2014)
- Impulsion : version restylée, uniquement avec le 2,0 L SkyActiv de 165 ch[19]
- Signature : Version restylée commercialisée à partir de 2017 remplaçant la version Dynamique

## Quatrième génération (BP) (2019 - )
La Mazda 3 de quatrième génération est présentée au salon de Los Angeles 2018 en carrosserie hatchback (5 portes) et sedan (4 portes). Elle est commercialisée à partir d'avril 2019. La version hatchback est fortement inspirée du concept Kai présenté au Salon de Tokyo en 2017.
Elle bénéficie de plusieurs motorisations, dont le nouveau SkyActiv-X, un moteur essence de 180 ch à allumage par compression contrôlée par étincelle (SPCCI). Par rapport au moteur SkyActiv-G, le SkyActiv-X se démarque également par une consommation WLTP de l'ordre de 25 à 30% inférieure. Le SkyActiv-X est également proposé en transmission intégrale.
À son lancement en France, la quatrième génération de la 3 n'est disponible qu'en version 5 portes, avec deux motorisations : la première est une version améliorée du 2.0 Skyactiv-G qui produit désormais 122 ch ; celui-ci dispose d'un système de désactivation partielle des cylindres et d'un système de micro-hybridation 24V associé à une batterie Lithium-ion. La deuxième est le diesel 1.8 Skyactiv-D de 116 ch introduit sur la CX-3 en 2018.
Les niveaux de finition sont totalement renouvelés : en France, ceux-ci s'appellent maintenant Base et Style pour l'entrée de gamme, puis les finitions se séparent en deux spécialisations : Sportline (plus sportive) et Inspiration (plus luxueuse), ce à quoi il faut ajouter la version Business executive, réservée aux clients professionnels. En Belgique et au Luxembourg, la gamme démarre à 23.990 euros (Skymove), puis la finition Skydrive débute à partir de 25.690 euros (Skydrive, Skydrive Business, Skydrive Luxury et Skydrive Sport), tandis que le haut de gamme est proposé à 29.090 euros en finition Skycruise.
L'équipement de série est plus riche qu'auparavant. Il est composé notamment de phares et feux arrière à LED, de l'affichage tête haute, du système multimédia Mazda Connect avec écran de 8,8 pouces et de compteurs numériques.
La berline 4 portes est finalement commercialisée en France à partir de l'été 2019.
Pour son millésime 2024, Mazda procède à une mise à jour intermédiaire de sa populaire 3, en changeant principalement certains détails. Il ne s’agit donc pas d’un facelift mais d’une mise à jour de millésime.
En ce qui concerne l’extérieur, les modifications se limitent à deux nouvelles teintes de carroserie : Zircon Sand et Ceramic. A l’intérieur, les Japonais se sont surtout attaqués à l’ergonomie, pourtant l’un de leurs points forts. L’écran et le logiciel d’infodivertissement ont été mis à jour : l’écran mesure désormais 10,25 pouces et est légèrement plus orienté vers le conducteur, tandis qu’il est désormais possible de connecter l’Apple CarPlay et Android Auto sans fil et d’afficher leurs indications de navigation sur l’affichage tête haute.
Pour le reste, les ports USB Type-C font leur apparition, même s’il est désormais possible de recharger son smartphone sans fil par induction. La ventilation a également été subtilement modifiée. 
Sous le capot, la Mazda 3 accueille toujours le 2,0 litres e_skyactiv X de 186 ch et le 2,0 e-Skyactiv G hybride léger de 122 ou 150 ch. Une boite manuelle à six vitesses est toujours de série, tandis qu’une automatique 6 rapports est proposée en option.
Enfin, l’assistance à la conduite a fait l’objet d’une mise à jour, avec notamment une nouvelle alerte de distraction au volant, une meilleure assistance au freinage d’urgence, ainsi qu’un assistant de vitesse et un régulateur de vitesse plus précis.
En 2025, les motorisations Skyactiv G évoluent, les deux moteurs 2,0 L de 120 et 150 ch étant remplacés par un unique e-Skyactiv G de 2,5 L développant 140 ch.
Une version électrique de la Mazda 3 serait en préparation.

Mazda 3 de quatrième génération
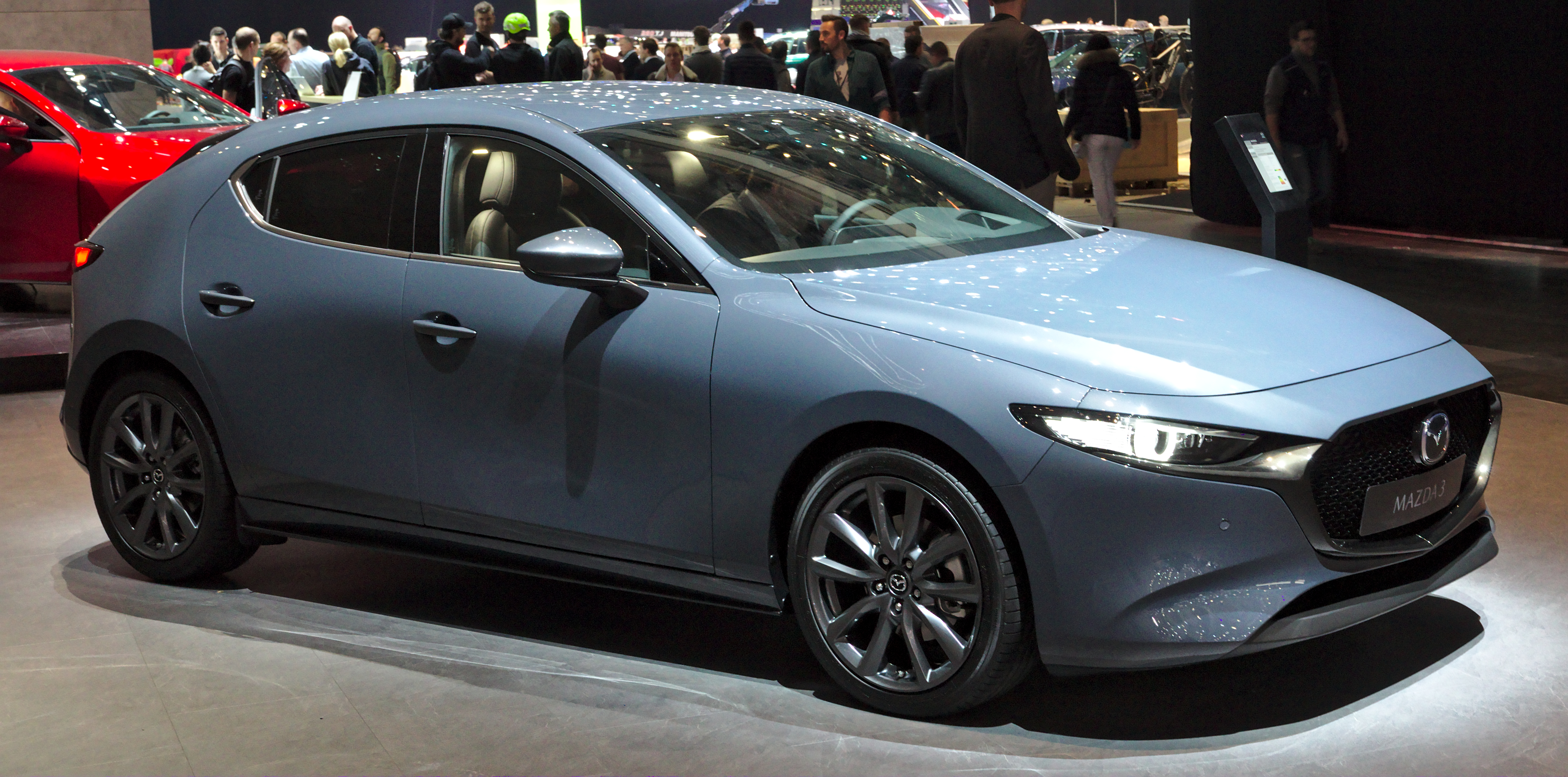
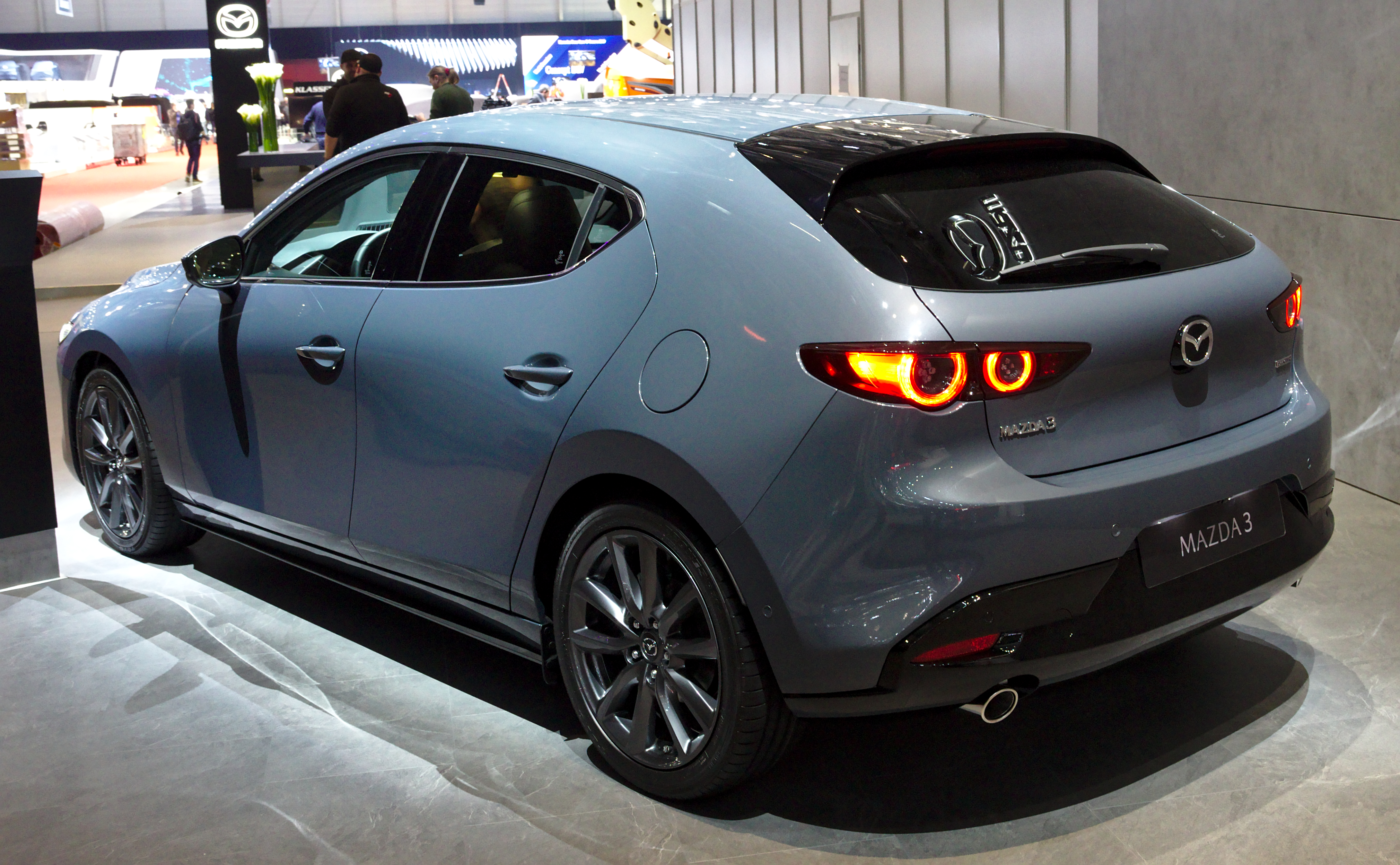
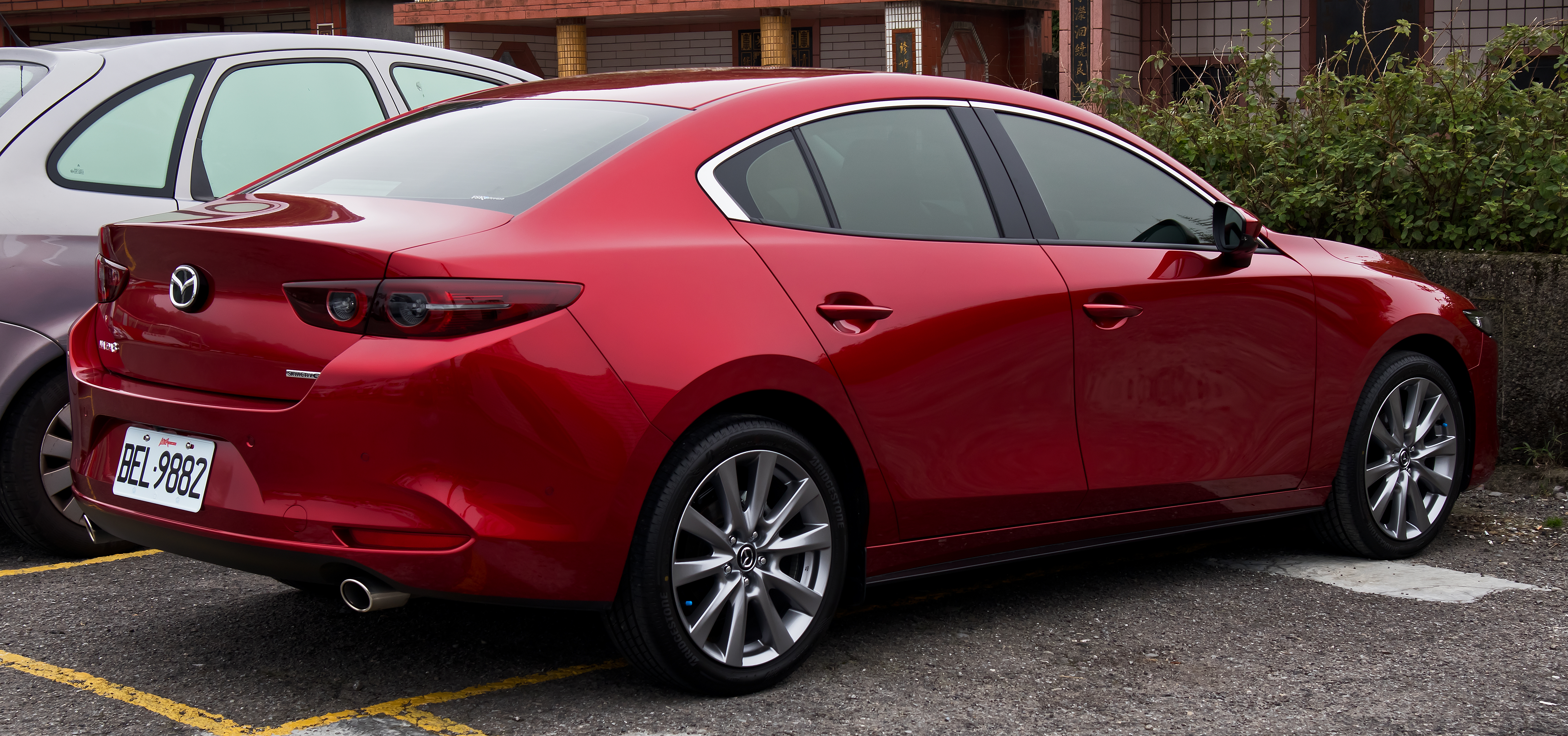
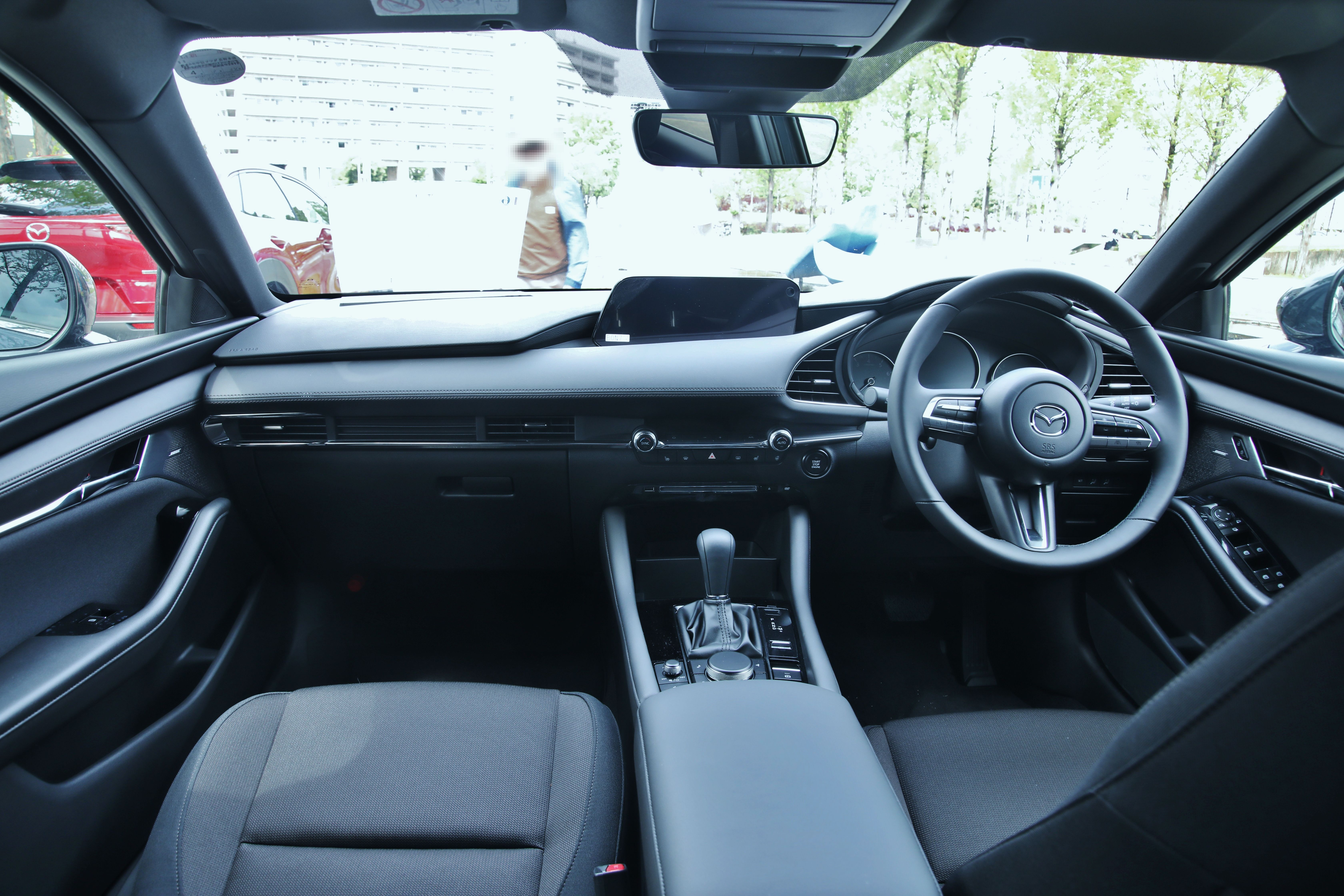

### Motorisations
Les valeurs () concernent la version 4 portes.
| Logo de Mazda                                     | Mazda 3                           | Mazda 3                           | Mazda 3                           | Mazda 3                           | Mazda 3                           | Mazda 3                           | Mazda 3                           | Mazda 3                           | Mazda 3                           | Mazda 3                           | Mazda 3                           | Mazda 3                           |                                  |                                  |
| Logo de Mazda                                     | 2.0 Skyactiv-G 122                | 2.0 Skyactiv-G 122                | 2.5 Skyactiv-G 140                | 2.5 Skyactiv-G 140                | 2.0 Skyactiv-X 180                | 2.0 Skyactiv-X 180                | 2.0 Skyactiv-X 180                | 2.0 Skyactiv-X 180                | 2.0 E-Skyactiv-X 186              | 2.0 E-Skyactiv-X 186              | 2.0 E-Skyactiv-X 186              | 2.0 E-Skyactiv-X 186              | 1.8 Skyactiv-D 116               | 1.8 Skyactiv-D 116               |
| ------------------------------------------------- | --------------------------------- | --------------------------------- | --------------------------------- | --------------------------------- | --------------------------------- | --------------------------------- | --------------------------------- | --------------------------------- | --------------------------------- | --------------------------------- | --------------------------------- | --------------------------------- | -------------------------------- | -------------------------------- |
| Moteur                                            | 4-cylindres en ligne 16 S essence | 4-cylindres en ligne 16 S essence | 4-cylindres en ligne 16 S essence | 4-cylindres en ligne 16 S essence | 4-cylindres en ligne 16 S essence | 4-cylindres en ligne 16 S essence | 4-cylindres en ligne 16 S essence | 4-cylindres en ligne 16 S essence | 4-cylindres en ligne 16 S essence | 4-cylindres en ligne 16 S essence | 4-cylindres en ligne 16 S essence | 4-cylindres en ligne 16 S essence | 4-cylindres en ligne 16 S diesel | 4-cylindres en ligne 16 S diesel |
| Admission                                         | Compresseur                       | Compresseur                       | Compresseur                       | Compresseur                       | Compresseur                       | Compresseur                       | Compresseur                       | Compresseur                       | Compresseur                       | Compresseur                       | Compresseur                       | Compresseur                       | Turbo                            | Turbo                            |
| Cylindrée (cm3)                                   | 1 998                             | 1 998                             | 2 488                             | 2 488                             | 1 998                             | 1 998                             | 1 998                             | 1 998                             | 1 998                             | 1 998                             | 1 998                             | 1 998                             | 1 759                            | 1 759                            |
| Puissance maximale ch (kW)                        | 122                               | 122                               | 140                               | 140                               | 180                               | 180                               | 180                               | 180                               | 186                               | 186                               | 186                               | 186                               | 116                              | 116                              |
| au régime de (tr/min)                             | 6 000                             | 6 000                             | 5 000                             | 5 000                             | 6 000                             | 6 000                             | 6 000                             | 6 000                             | 6 000                             | 6 000                             | 6 000                             | 6 000                             | 4 000                            | 4 000                            |
| Couple maximal (N m)                              | 213                               | 213                               | 238                               | 238                               | 224                               | 224                               | 224                               | 224                               | 240                               | 240                               | 240                               | 240                               | 270                              | 270                              |
| au régime de (tr/min)                             | 4 000                             | 4 000                             | 3 300                             | 3 300                             | 3 000                             | 3 000                             | 3 000                             | 3 000                             | 4 000                             | 4 000                             | 4 000                             | 4 000                             | 1 600 à 2 600                    | 1 600 à 2 600                    |
| Boîte de vitesses                                 | BVM6                              | BVA6                              | BVM6                              | BVA6                              | BVM6                              | BVA6                              | BVM6                              | BVA6                              | BVM6                              | BVA6                              | BVM6                              | BVA6                              | BVM6                             | BVA6                             |
| Transmission                                      | Traction                          | Traction                          | Traction                          | Traction                          | Traction                          | Traction                          | Intégrale                         | Intégrale                         | Traction                          | Traction                          | Intégrale                         | Intégrale                         | Traction                         | Traction                         |
| Vitesse maximale (km/h)                           | 197 (202)                         | 197 (202)                         | 209                               | 203                               | 216 (216)                         | 216 (216)                         | 214                               | 211                               | 216 (216)                         | 216 (216)                         | 216 (216)                         | 216 (216)                         | 194 (199)                        | 192 (199)                        |
| 0-100 km/h (s)                                    | 10,4 (10,4)                       | 10,8 (10,8)                       | 9,5                               | 9,8                               | 8,2 (8,2)                         | 8,6 (8,6)                         | 8,5                               | 8,9                               | 8                                 | 8,4                               |                                   | 8,8                               | 10,3 (10,3)                      | 12,1 (12,1)                      |
| Consommation (L/100 km) extra-urbain/urbain/mixte | 4,3/5,1/6,4 (4,4/5,2/6,5)         | 4,7/5,6/7,1 (4,7/5,2/6,5)         | 5,8-5,9 (mixte)                   | 5,9-6,1 (mixte)                   | 4,2/4,5/5,1 (4,1/4,5/5,2)         | 4,8/5,3/6,2 (4,6/5,2/6,1)         | 4,4/4,8/5,5                       | 4,9/5,5/6,6                       |                                   |                                   |                                   |                                   | 3,8/4,2/4,9 (3,9/4,2/4,7)        | 4,5/4,9/5,3 (4,4/4,8/5,3)        |
| Émissions de CO2 (g/km)                           | 117 (117)                         | 128 (127)                         | 130-133                           | 134-138                           | 103 (102)                         | 120 (117)                         | 109                               | 125                               | 126                               | 138                               |                                   | 146                               | 109 (108)                        | 127 (126)                        |
| Capacité du réservoir (L)                         | 51                                | 51                                | 51                                | 51                                | 51                                | 51                                | 48                                | 48                                | 51                                | 51                                | 48                                | 48                                | 51                               | 51                               |
| Masse à vide (kg)                                 | 1 274 (1 294)                     | 1 299 (1 300)                     | 1 420                             | 1 451                             | 1 320 (1 320)                     | 1 349 (1 351)                     | 1 376                             | 1 409                             |                                   |                                   |                                   |                                   | 1 299 (1 299)                    | 1 320 (1 320)                    |
| Norme environnementale                            | Euro 6d Temp                      | Euro 6d Temp                      | Euro 6e                           | Euro 6e                           | Euro 6d Temp                      | Euro 6d Temp                      | Euro 6d Temp                      | Euro 6d Temp                      | Euro 6d Temp                      | Euro 6d Temp                      | Euro 6d Temp                      | Euro 6d Temp                      | Euro 6d Temp                     | Euro 6d Temp                     |

### Finitions
- Mazda 3
- Mazda 3 Style
- Mazda 3 Business Executive
- Mazda 3 Sportline
- Mazda 3 Inspiration
- Mazda 3 Exclusive

#### Série limitée
- 100e anniversaire (2020)[27]

### Récompenses
La Mazda 3 de quatrième génération a remporté le « World Car Design of the Year 2020 », le prix du design lors des Worlds Car Awards. Ceux-ci devaient se dérouler lors du Salon de l'automobile de New York 2020, mais la remise des prix a été annulée en raison de l'expansion de l'épidémie de coronavirus COVID-19. Le prix a été dévoilé par communiqué de presse.
Le Guide de l'Auto au Québec a récompensé la Mazda 3 comme étant le meilleur choix dans la catégorie "véhicule compact", ainsi qu'étant la meilleure nouvelle voiture pour l'année 2020.